# Boston-Marathon 2021
Der Boston-Marathon 2021 war die 125. Ausgabe der jährlich stattfinden Laufveranstaltung in Boston, Vereinigte Staaten. Der Lauf wurde aufgrund der COVID-19-Pandemie vom traditionellen Apriltermin am Patriots’ Day auf den 11. Oktober verschoben.
Es war der vorletzte Lauf der World Marathon Majors 2019/21. 
Bei den Männern gewann Benson Kipruto in 2:09:51 und bei den Frauen Edna Kiplagat in 2:25:09, nachdem Diana Kipyogei aufgrund von Doping verstößen gesperrt wurde. Beide Läufer kommen aus Kenia.

## Ergebnisse

### Männer
| Platz | Athlet            | Land               | Zeit (h) |
| ----- | ----------------- | ------------------ | -------- |
| 01    | Benson Kipruto    | Kenia              | 2:09:51  |
| 02    | Lemi Berhanu      | Äthiopien          | 2:10:37  |
| 03    | Jemal Yimer       | Äthiopien          | 2:10:38  |
| 04    | Tsedat Ayana      | Äthiopien          | 2:10:47  |
| 05    | Leonard Barsoton  | Kenia              | 2:11:11  |
| 06    | Bayelign Teshager | Äthiopien          | 2:11:16  |
| 07    | Colin Bennie      | Vereinigte Staaten | 2:11:26  |
| 08    | Dejene Debala     | Äthiopien          | 2:11:38  |
| 09    | Wilson Chebet     | Kenia              | 2:11:40  |
| 10    | Cj Albertson      | Vereinigte Staaten | 2:11:44  |

### Frauen
| Platz | Athletin          | Land               | Zeit (h) |
| ----- | ----------------- | ------------------ | -------- |
| 1     | Edna Kiplagat     | Kenia              | 2:25:09  |
| 2     | Mary Ngugi        | Kenia              | 2:25:20  |
| 3     | Monicah Ngige     | Kenia              | 2:25:32  |
| 4     | Netsanet Gudeta   | Äthiopien          | 2:26:09  |
| 5     | Nell Rojas        | Vereinigte Staaten | 2:27:12  |
| 6     | Workenesh Edesa   | Äthiopien          | 2:27:38  |
| 7     | Atsede Baysa      | Äthiopien          | 2:28:04  |
| 8     | Biruktayit Eshetu | Äthiopien          | 2:29:05  |
| 9     | Tigist Abaychew   | Kenia              | 2:29:06  |
| 10    | Caroline Rotich   | [[Kenia\| Kenia]]  | 2:29:54  |